# Felsőszil
Felsőszil (1899-ig Nagy-Bresztovány, szlovákul Brestovany) Bresztovány településrésze, korábban önálló falu Szlovákiában, a Nagyszombati kerületben, a Nagyszombati járásban.

## Fekvése
Nagyszombattól 8 km-re keletre fekszik.

## Története
1113-ban a zobori apátság oklevelében a korábbi Felsőszilt villa Bristem néven említik először. Neve a szláv brest (= szilfa) főnévből származik. 1241-ben a tatárok a települést elpusztították. 1271-ben a magyar-cseh harcok színtere volt. Egy 1280-as oklevél szerint Bresztovány a nagyszombati királyi uradalomhoz tartozó jobbágyfalu. Nagyszombat bírája arra kéri IV. László királyt, hogy a települést a városnak adja. A gyakori háborúk ellenére a település a 14. században is tovább fejlődött. 1533-ban a környező településekhez hasonlóan a török fosztotta ki és égette fel a falut. 1811-ben hatalmas tűzvész pusztított.
Vályi András szerint "Nagy Bresztovány. Tót falu Posony Vármegyében, birtokosa Nagy Szombat Városa, lakosai katolikusok, fekszik Nagyszombat Galgótz, Karkócz, és Bucsán között, Vág vizétől, ’s Galgótztól nem messze, gyönyörű ’s termékeny völgyben. Fája keves, egyébbel bővelkedik. Határja, ’s vagyonnyai is az előbbeni falujéhoz hasonlítók, ’s ez is első Osztálybéli."
Fényes Elek szerint "Nagy-Bresztovány, tót falu, Pozson vgyében, Nyitra vármegye 432 kath., 6 zsidó lak., kath. paroch. templommal. F. u. N.-Szombat városa."
A trianoni békeszerződésig Pozsony vármegye Nagyszombati járásához tartozott.

## Népessége
1910-ben 645, túlnyomórészt szlovák lakosa volt.
2001-ben Bresztovány 1961 lakosából 1945 szlovák volt.